# 2001 ve sportu
Toto je přehled sportovních událostí konaných v roce 2001.

## Atletika
- 27. květen – Český desetibojař Roman Šebrle překonal jako první člověk v historii hranici 9000 bodů v této komplexní atletické disciplíně. Na mýtinku v rakouském Götzisu nasbíral 9026 bodů a stal se světovým rekordmanem.
- na mistrovství světa v kanadském Edmontonu (3.–12. srpna) vybojoval svou třetí zlatou medaili Jan Železný v hodu oštěpem a rovněž svou třetí zlatou (dokonce v řadě) Tomáš Dvořák v desetiboji.

## Lední hokej
- na mistrovství světa (28. dubna – 13. května 2001, Německo) získala Česká republika získala potřetí za sebou titul mistrů světa
- na mistrovství světa juniorů do 20 let (26. prosince 2000 – 5. ledna 2001, Rusko) obhájila česká reprezentace titul z roku 2000
- Českou hokejovou extraligu v ročníku 2000/2001 vyhrál pošesté HC Slovnaft Vsetín
- V National Hockey League vybojoval Stanley Cup tým Colorado Avalanche, Jaromír Jágr získal Art Ross Trophy pro nejproduktivnějšího hráče, Dominik Hašek Vezina Trophy pro nejlepšího brankáře.

## Formule 1
- 2001  Michael Schumacher

| Datum        | Grand Prix     | Okruh             | Vítěz              | Vůz            | Výsledky |
| ------------ | -------------- | ----------------- | ------------------ | -------------- | -------- |
| 4. březen    | Austrálie      | Melbourne         | Michael Schumacher | Ferrari F2001  | Výsledky |
| 18. března   | Malajsie       | Sepang            | Michael Schumacher | Ferrari F2001  | Výsledky |
| 1. duben     | Brazílie       | Interlagos        | David Coulthard    | McLaren MP4/16 | Výsledky |
| 15. duben    | San Marino     | Imola             | Ralf Schumacher    | Williams FW23  | Výsledky |
| 29. duben    | Španělsko      | Barcelona         | Michael Schumacher | Ferrari F 2001 | Výsledky |
| 13. květen   | Rakousko       | A1 Ring           | David Coulthard    | McLaren MP4/16 | Výsledky |
| 27. květen   | Monako         | Monte Carlo       | Michael Schumacher | Ferrari F 2001 | Výsledky |
| 10. červen   | Kanada         | Montréal          | Ralf Schumacher    | Williams FW23  | Výsledky |
| 23. červen   | Evropa         | Nürburgring       | Michael Schumacher | Ferrari F 2001 | Výsledky |
| 1. červenec  | Francie        | Magny-Cours       | Michael Schumacher | Ferrari F 2001 | Výsledky |
| 15. červenec | Velká Británie | Silverstone       | Mika Häkkinen      | McLaren MP4/16 | Výsledky |
| 29. červenec | Německo        | Hockenheim        | Ralf Schumacher    | Williams FW23  | Výsledky |
| 19. srpen    | Maďarsko       | Hungaroring       | Michael Schumacher | Ferrari F 2001 | Výsledky |
| 2. září      | Belgie         | Spa-Francorchamps | Michael Schumacher | Ferrari F 2001 | Výsledky |
| 16. září     | Itálie         | Monza             | Juan Pablo Montoya | Williams FW23  | Výsledky |
| 30. září     | USA            | Indianapolis      | Mika Häkkinen      | McLaren MP4/16 | Výsledky |
| 14. říjen    | Japonsko       | Suzuka            | Michael Schumacher | Ferrari F 2001 | Výsledky |

## Florbal
- Mistrovství světa ve florbale žen 2001 –  Finsko
- Mistrovství světa ve florbale mužů do 19 let 2001 –  Švédsko
- European Cup 00/01 – Muži:  Helsingfors IFK, Ženy:  Balrog IK
- 1. florbalová liga mužů 2000/2001 – Tatran Střešovice
- 1. florbalová liga žen 2000/2001 – FBC Liberec CG

## Rallye Dakar
- Motocykly:  Fabrizio Méoni
- Automobily:  Jutta Kleischmidtová, Mitsubishi Pajero
- Kamiony:  Karel Loprais, Tatra 815 4×4